# Privesa cixii
Privesa cixii är en insektsart som först beskrevs av Walker 1851.  Privesa cixii ingår i släktet Privesa och familjen Ricaniidae. Inga underarter finns listade i Catalogue of Life.